# Copa América 2011
Die Copa América 2011 war die 43. Ausspielung der südamerikanischen Kontinentalmeisterschaft im Fußball und fand vom 1. bis 24. Juli zum neunten Mal in Argentinien statt. Wie seit dem Turnier 1993 nahmen neben den zehn Mitgliedern der CONMEBOL wieder zwei nicht-südamerikanische Gastmannschaften teil. Dies war neben „Dauergast“ Mexiko, das bereits zum achten Mal teilnahm, Costa Rica mit seiner vierten Teilnahme seit 1997.
Am Austragungsmodus änderte sich nichts. Gespielt wurde in einer Kombination aus Gruppenphase und anschließender K.-o.-Runde. Die Gruppenphase wurde in drei Gruppen zu je vier Mannschaften gespielt. Das Viertelfinale erreichten die beiden besten Mannschaften jeder Gruppe sowie die zwei besten Drittplatzierten. Bei Punktgleichheit entschied das Torverhältnis. In der Finalrunde gab es bei einem Unentschieden nach 90 Minuten eine Verlängerung und danach gegebenenfalls ein Elfmeterschießen.
Außenseiter Venezuela erreichte bei diesem Turnier erstmals das Halbfinale und unterlag dort Paraguay lediglich im Elfmeterschießen. Das abschließende Spiel um Platz 3 gegen Peru ging zwar deutlich mit 1:4 verloren, aber mit dem vierten Platz konnte dennoch der größte Erfolg bei einer Südamerikameisterschaft und für den venezolanischen Fußball insgesamt verbucht werden. Uruguay gewann souverän seinen 15. Titel bei der Copa América. Damit wurde das Land alleiniger Rekordhalter vor Argentinien (14 Erfolge bis dato), ehe diese die Copa América 2021 sowie die Copa América 2024 gewannen und zum alleinigen Rekordsieger aufstiegen. Uruguay qualifizierte sich darüber hinaus als Sieger für den nächsten FIFA-Konföderationen-Pokal 2013 in Brasilien.

## Die Kader der Teilnehmer
| Argentinien 1                                                                                        | Costa Rica 3 | Paraguay  |
| Bolivien                                                                                             | Ecuador      | Peru      |
| Brasilien 2                                                                                          | Kolumbien    | Uruguay 5 |
| Chile                                                                                                | Mexiko 4     | Venezuela |
| 1Gastgeber / 2Titelverteidiger / 3Gastmannschaft, als Ersatz für Japan / 4Gastmannschaft / 5Gewinner |              |           |

Als zweite Gastmannschaft war eigentlich Japan vorgesehen, doch nach dem Erdbeben und dem folgenden Tsunami im März 2011 erwog man zunächst eine Absage. Spanien, die USA, Honduras und Costa Rica wurden als mögliche Nachrücker gehandelt. Der Welt- und Europameister Spanien sagte jedoch am 13. April 2011 seine Teilnahme ab. Am 14. April sagte Japan zunächst zu, doch an der Copa teilzunehmen. Am 16. Mai kam dann eine erneute Absage, da einerseits im Juli die durch das Erdbeben und den Tsunami ausgefallenen Spiele der J. League nachgeholt werden sollten und andererseits zahlreiche europäische Clubs ihre Spieler nicht für das Turnier abstellen wollten, da wegen der EURO 2012 die Saison 2011/12 in Europa früher beginnt. Am 17. Mai wurde Costa Rica eingeladen, an der Copa teilzunehmen. Am 18. Mai nahm Costa Rica die Einladung an. Sowohl Costa Rica als auch Mexiko nahmen noch im Juni am CONCACAF Gold Cup 2011 teil. Costa Rica trat mit der Olympia-/U-23-Mannschaft an. Im mexikanischen Kader standen nur drei Spieler des Kaders, der am 25. Juni den CONCACAF Gold Cup gewonnen hatte.

## Spielorte
| Buenos Aires |

| La Plata |

| Mendoza |

| Córdoba |

| Santa Fe |

| San Juan |

| San Salvador de Jujuy |

| Salta |

| Buenos Aires |

| La Plata |

| Mendoza |

| Córdoba |

| Santa Fe |

| San Juan |

| San Salvador de Jujuy |

| Salta |

## Gruppenphase
Jeweils Ortszeit (UTC−3 / +5 Stunden = Mitteleuropäische Sommerzeit).

### Gruppe A
| Pl. | Land        | Sp. | S | U | N | Tore    | Diff. | Punkte |
| --- | ----------- | --- | - | - | - | ------- | ----- | ------ |
| 1.  | Kolumbien   | 3   | 2 | 1 | 0 | 003:000 | +3    | 07     |
| 2.  | Argentinien | 3   | 1 | 2 | 0 | 004:100 | +3    | 05     |
| 3.  | Costa Rica  | 3   | 1 | 0 | 2 | 002:400 | −2    | 03     |
| 4.  | Bolivien    | 3   | 0 | 1 | 2 | 001:500 | −4    | 01     |

|                                                                  |   |            |           |
| 1. Juli um 21:45 Uhr in La Plata (Estadio Ciudad de La Plata)    |   |            |           |
| Argentinien                                                      | – | Bolivien   | 1:1 (0:0) |
| 2. Juli um 15:30 Uhr in Salvador de Jujuy (Estadio 23 de Agosto) |   |            |           |
| Kolumbien                                                        | – | Costa Rica | 1:0 (1:0) |
| 6. Juli um 21:45 Uhr in Santa Fe (Estadio General López)         |   |            |           |
| Argentinien                                                      | – | Kolumbien  | 0:0       |
| 7. Juli um 19:15 Uhr in Salvador de Jujuy (Estadio 23 de Agosto) |   |            |           |
| Bolivien                                                         | – | Costa Rica | 0:2 (0:0) |
| 10. Juli um 16:00 Uhr in Santa Fe (Estadio General López)        |   |            |           |
| Kolumbien                                                        | – | Bolivien   | 2:0 (2:0) |
| 11. Juli um 21:45 Uhr in Córdoba (Estadio Mario Alberto Kempes)  |   |            |           |
| Argentinien                                                      | – | Costa Rica | 3:0 (1:0) |

### Gruppe B
| Pl. | Land      | Sp. | S | U | N | Tore    | Diff. | Punkte |
| --- | --------- | --- | - | - | - | ------- | ----- | ------ |
| 1.  | Brasilien | 3   | 1 | 2 | 0 | 006:400 | +2    | 05     |
| 2.  | Venezuela | 3   | 1 | 2 | 0 | 004:300 | +1    | 05     |
| 3.  | Paraguay  | 3   | 0 | 3 | 0 | 005:500 | ±0    | 03     |
| 4.  | Ecuador   | 3   | 0 | 1 | 2 | 002:500 | −3    | 01     |

|                                                                   |   |           |           |
| 3. Juli um 16:00 Uhr in La Plata (Estadio Ciudad de La Plata)     |   |           |           |
| Brasilien                                                         | – | Venezuela | 0:0       |
| 3. Juli um 18:30 Uhr in Santa Fe (Estadio General López)          |   |           |           |
| Paraguay                                                          | – | Ecuador   | 0:0       |
| 9. Juli um 16:00 Uhr in Córdoba (Estadio Mario Alberto Kempes)    |   |           |           |
| Brasilien                                                         | – | Paraguay  | 2:2 (1:0) |
| 9. Juli um 18:30 Uhr in Salta (Estadio Padre Ernesto Martearena)  |   |           |           |
| Venezuela                                                         | – | Ecuador   | 1:0 (0:0) |
| 13. Juli um 19:15 Uhr in Salta (Estadio Padre Ernesto Martearena) |   |           |           |
| Paraguay                                                          | – | Venezuela | 3:3 (1:1) |
| 13. Juli um 21:45 Uhr in Córdoba (Estadio Mario Alberto Kempes)   |   |           |           |
| Brasilien                                                         | – | Ecuador   | 4:2 (1:1) |

### Gruppe C
| Pl. | Land    | Sp. | S | U | N | Tore    | Diff. | Punkte |
| --- | ------- | --- | - | - | - | ------- | ----- | ------ |
| 1.  | Chile   | 3   | 2 | 1 | 0 | 004:200 | +2    | 07     |
| 2.  | Uruguay | 3   | 1 | 2 | 0 | 003:200 | +1    | 05     |
| 3.  | Peru    | 3   | 1 | 1 | 1 | 002:200 | ±0    | 04     |
| 4.  | Mexiko  | 3   | 0 | 0 | 3 | 001:400 | −3    | 0      |

|                                                                |   |        |           |
| 4. Juli um 19:15 Uhr in San Juan (Estadio del Bicentenario)    |   |        |           |
| Uruguay                                                        | – | Peru   | 1:1 (1:1) |
| 4. Juli um 21:45 Uhr in San Juan (Estadio del Bicentenario)    |   |        |           |
| Chile                                                          | – | Mexiko | 2:1 (0:1) |
| 8. Juli um 19:15 Uhr in Mendoza (Estadio Malvinas Argentinas)  |   |        |           |
| Uruguay                                                        | – | Chile  | 1:1 (0:0) |
| 8. Juli um 21:45 Uhr in Mendoza (Estadio Malvinas Argentinas)  |   |        |           |
| Peru                                                           | – | Mexiko | 1:0 (0:0) |
| 12. Juli um 19:45 Uhr in Mendoza (Estadio Malvinas Argentinas) |   |        |           |
| Chile                                                          | – | Peru   | 1:0 (0:0) |
| 12. Juli um 21:45 Uhr in La Plata (Estadio Ciudad de La Plata) |   |        |           |
| Uruguay                                                        | – | Mexiko | 1:0 (1:0) |

### Drittplatzierte
Neben den jeweiligen Gruppenersten und -zweiten erreichten die zwei besten Drittplatzierten das Viertelfinale.
| Pl. | Land       | Sp. | S | U | N | Tore    | Diff. | Punkte |
| --- | ---------- | --- | - | - | - | ------- | ----- | ------ |
| 1.  | Peru       | 3   | 1 | 1 | 1 | 002:200 | ±0    | 04     |
| 2.  | Paraguay   | 3   | 0 | 3 | 0 | 005:500 | ±0    | 03     |
| 3.  | Costa Rica | 3   | 1 | 0 | 2 | 002:400 | −2    | 03     |

## Finalrunde
Jeweils Ortszeit (UTC−3 / +5 Stunden = Mitteleuropäische Sommerzeit).

|  | Viertelfinale            | Viertelfinale            |                          |                          | Halbfinale               | Halbfinale |  |  | Finale                   | Finale                   |
|  |                          |                          |                          |                          |                          |            |  |  |                          |                          |
|  | 16. Juli 2011, 16:00 Uhr |                          |                          |                          |                          |            |  |  |                          |                          |
|  | Kolumbien                | 0                        |                          |                          |                          |            |  |  |                          |                          |
|  | Kolumbien                | 0                        | 19. Juli 2011, 21:45 Uhr |                          |                          |            |  |  |                          |                          |
|  | Peru                     | 121                      |                          |                          |                          |            |  |  |                          |                          |
|  | Peru                     | 121                      | Peru                     | 0                        |                          |            |  |  |                          |                          |
|  |                          |                          | Peru                     | 0                        |                          |            |  |  |                          |                          |
|  |                          | Uruguay                  | 2                        |                          |                          |            |  |  |                          |                          |
|  | Argentinien              | Uruguay                  | 2                        | 1 (4)                    |                          |            |  |  |                          |                          |
|  | Argentinien              |                          |                          | 1 (4)                    |                          |            |  |  |                          |                          |
|  | Uruguay                  | 21 (5)2                  |                          | 24. Juli 2011, 16:00 Uhr | 24. Juli 2011, 16:00 Uhr |            |  |  |                          |                          |
|  | 16. Juli 2011, 19:15 Uhr | 16. Juli 2011, 19:15 Uhr | Uruguay                  | 3                        |                          |            |  |  |                          |                          |
|  | 17. Juli 2011, 16:00 Uhr | 17. Juli 2011, 16:00 Uhr |                          | Paraguay                 | 0                        |            |  |  |                          |                          |
|  | Brasilien                | 0 (0)                    |                          |                          |                          |            |  |  |                          |                          |
|  | Paraguay                 | 20 (2)2                  |                          |                          |                          |            |  |  |                          |                          |
|  | Paraguay                 | 20 (2)2                  | Paraguay                 | 20 (5)2                  |                          |            |  |  |                          |                          |
|  |                          |                          | Paraguay                 | 20 (5)2                  | Spiel um Platz 3         |            |  |  |                          |                          |
|  |                          | Venezuela                | 0 (3)                    |                          |                          |            |  |  |                          |                          |
|  | Chile                    | Venezuela                | 0 (3)                    | 1                        | Peru                     | 4          |  |  |                          |                          |
|  | Chile                    | 20. Juli 2011, 21:45 Uhr |                          | 1                        | Peru                     | 4          |  |  |                          |                          |
|  | Venezuela                | 2                        |                          | Venezuela                | 1                        |            |  |  |                          |                          |
|  | Venezuela                | 2                        |                          |                          | 1                        |            |  |  |                          |                          |
|  | 17. Juli 2011, 19:15 Uhr | 17. Juli 2011, 19:15 Uhr |                          |                          |                          |            |  |  | 23. Juli 2011, 16:00 Uhr | 23. Juli 2011, 16:00 Uhr |

1 Sieg nach Verlängerung
2 Sieg im Elfmeterschießen

### Viertelfinale
|                                                                                     |   |           |                                 |
| 16. Juli 2011 um 16:00 Uhr in Córdoba (Estadio Mario Alberto Kempes)                |   |           |                                 |
| Kolumbien                                                                           | – | Peru      | 0:2 n. V.                       |
| 16. Juli 2011 um 19:15 Uhr in Santa Fe (Estadio Brigadier General Estanislao López) |   |           |                                 |
| Argentinien                                                                         | – | Uruguay   | 1:1 n. V. (1:1, 1:1), 4:5 i. E. |
| 17. Juli 2011 um 16:00 Uhr in La Plata (Estadio Ciudad de La Plata)                 |   |           |                                 |
| Brasilien                                                                           | – | Paraguay  | 0:0 n. V., 0:2 i. E.            |
| 17. Juli 2011 um 19:15 Uhr in San Juan (Estadio del Bicentenario)                   |   |           |                                 |
| Chile                                                                               | – | Venezuela | 1:2 (0:1)                       |

### Halbfinale
|                                                                     |   |           |                      |
| 19. Juli 2011 um 21:45 Uhr in La Plata (Estadio Ciudad de La Plata) |   |           |                      |
| Peru                                                                | – | Uruguay   | 0:2 (0:0)            |
| 20. Juli 2011 um 21:45 Uhr in Mendoza (Estadio Malvinas Argentinas) |   |           |                      |
| Paraguay                                                            | – | Venezuela | 0:0 n. V., 5:3 i. E. |

### Spiel um Platz 3
|                                                                     |   |           |           |
| 23. Juli 2011 um 16:00 Uhr in La Plata (Estadio Ciudad de La Plata) |   |           |           |
| Peru                                                                | – | Venezuela | 4:1 (1:0) |

### Finale
| Das Finale fand in Buenos Aires im Estadio Monumental Antonio Vespucio Liberti statt. |
|                                                                                       |

|                            |   |          |           |
| 24. Juli 2011 um 16:00 Uhr |   |          |           |
| Uruguay                    | – | Paraguay | 3:0 (2:0) |

## Schiedsrichter
- Sergio Pezzotta
- Raúl Orosco
- Sálvio Fagundes
- Enrique Osses
- Wálter Quesada
- Carlos Vera
- Wilmar Roldán
- Francisco Chacón
- Carlos Amarilla
- Víctor Hugo Rivera
- Roberto Silvera
- Juan Soto

## Auszeichnungen

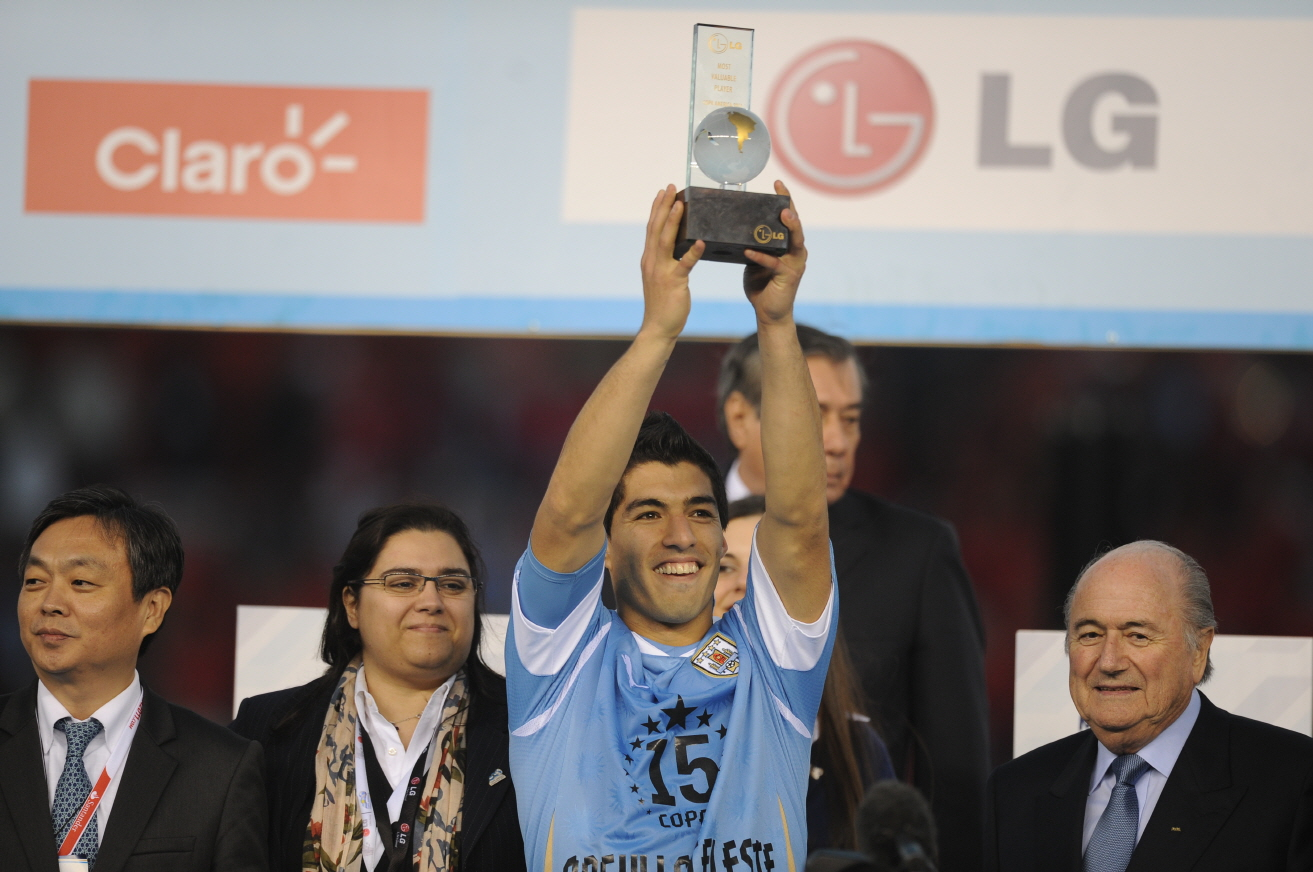
Luis Suárez wurde zum Spieler des Turniers gewählt und erhielt die LG-Trophäe

### Bester Spieler (LG-Trophäe)
- Luis Suárez wurde zum besten Spieler des Turniers ernannt, er hatte einen großen Anteil am Gewinn der Copa América mit seinen Toren und Torvorlagen.[11]

### Torschützenkönig (Santander-Trophäe)
- Paolo Guerrero wurde mit fünf Toren Torschützenkönig des Turniers. Außerdem gelang ihm im Spiel um Platz 3 ein Hattrick gegen Venezuela, mit dem er seiner Mannschaft den dritten Platz sicherte.[12]

### Bester Torhüter (Petrobras-Trophäe)
- Justo Villar wurde zum besten Torhüter des Turniers ernannt. In sechs Spielen hielt der Paraguayer dreimal seinen Kasten sauber, sogar in der K.-o.-Runde zweimal über 120 Minuten, somit hatte er großen Anteil daran, dass Paraguay das Finale erreichte.[13]

### Bester junger Spieler (Claro-Trophäe)
- Sebastián Coates wurde zum besten Nachwuchsspieler des Turniers ernannt. Der 20-jährige Spieler hatte mit seinen Leistungen in der Abwehr maßgeblichen Anteil am Sieg seiner Mannschaft bei der Copa América.[14]

### Fairplay-Preis
- Uruguay erhielt die Auszeichnung für Fair Play im Turnier.[15]

## Beste Torschützen
| Rang | Spieler        | Tore |
| ---- | -------------- | ---- |
| 1    | Paolo Guerrero | 5    |
| 2    | Luis Suárez    | 4    |
| 3    | Sergio Agüero  | 3    |
| 4    | Felipe Caicedo | 2    |
|      | Falcao         | 2    |
|      | Diego Forlán   | 2    |
|      | Neymar         | 2    |
|      | Alexandre Pato | 2    |
|      | Álvaro Pereira | 2    |